# Hohenselchow-Groß Pinnow
Hohenselchow-Groß Pinnow là một đô thị ở huyện Uckermark, bang Brandenburg, Đức. Đô thị này có diện tích 41,1 km², dân số thời điểm 31 tháng 12 năm 2006 là 882 người.